# Viktor Luithlen
Viktor Luithlen (* 20. Mai 1901 in Wien; † 14. November 1987 ebenda) war ein österreichischer Musikwissenschaftler.

## Leben
Der Sohn eines höheren Beamten promovierte nach einer Ausbildung als Pianist 1927 an der Universität Wien in Musikwissenschaften mit einer Arbeit über Johannes Brahms. Nach mehrjähriger Tätigkeit bei der Gesellschaft der Musikfreunde in Wien wechselte er im November 1938 an das Kunsthistorische Museum, wo 1939 die auf Druck der Nationalsozialisten neu organisierte Sammlung alter Musikinstrumente aus der Sammlung für Plastik und Kunstgewerbe herausgelöst und mit den Beständen der Gesellschaft für Musikfreunde und der arisierten Sammlung Rothschild im Palais Pallavicini präsentiert wurde. Hier organisierte er regelmäßig sogenannte Hausmusiken auf historischen Instrumenten und trat auch selbst als Pianist auf. Er war Januar 1938 der illegalen NSDAP beigetreten, seine Erfassungsanträge auf reguläre Mitgliedschaft wurden erst 1943 akzeptiert und Luithlen wurde zum 1. Januar 1941 in die Partei aufgenommen (Mitgliedsnummer 9.477.302). Ab 1943 war Luithlen Leiter der Sammlung alter Musikinstrumente. Kriegsbedingt erfolgte die Auslagerung der Exponate in ein Salzbergwerk bei Bad Ischl. Luithlen wurde nach Kriegsende im Dezember 1945 als Minderbelasteter eingestuft und konnte so seine Tätigkeit bei der Rückführung der Exponate aus Bad Ischl aufnehmen. Ab dem Frühling 1947 wurde in den Räumlichkeiten der Neuen Burg unter der de facto-Leitung Luithlens mit einer Neuaufstellung begonnen. 1952 wurde er dann formell als Direktor der Sammlung alter Musikinstrumente berufen. Der renommierte Musikwissenschaftler war auch in die Neugestaltung des Mozart-Geburtshauses in Salzburg (ab 1950) eingebunden. 1960 wurde er zum Präsidenten des neu gegründeten International Committee for Museums and Collections of Musical Instruments (CIMCIM) gewählt. Er trat 1966/67 als Direktor der Sammlung in den Ruhestand.

## Werke (Auswahl)
- Johannes Brahms’ Werke in Variationenform.  Wien, Dissertation, 1926 (gekürzt in StMw 14 [1927]).
- Alte Musikinstrumente. Die Sammlung des Kunsthistorischen Museums in der Neuen Burg zu Wien. Wien, H. Bauer-Verlag, 1954
- Ausgaben: C. Ditters v. Dittersdorf in Denkmäler der Tonkunst in Österreich (DTÖ) 81 (1936).
- Katalog der Sammlung alter Instrumente. 1. Teil. Saitenklaviere 1966. (Neudruck 1978)

## Ehrungen
- Ehrenpräsident des International Committee for Museums and Collections of Musical Instruments (CIMCIM), 1965
- Ehrenkreuz für Wissenschaft und Kunst I. Klasse, 1977